# Estação Lavapiés
Lavapiés é uma estação da Linha 3 do Metro de Madrid.

## História
A estação abriu ao público em 9 de agosto de 1936.